# Marie-Hélène Prémont
Marie-Hélène Prémont (* 24. Oktober 1977 in Québec City) ist eine ehemalige kanadische Mountainbikerin, die im Cross-Country erfolgreich war.

## Werdegang
In den Jahren 2000 und 2001 startete Prémont vorrangig bei Rennen des Canada Cup und des MTB-Weltcup im Cross-Country auf dem amerikanischen Kontinent. In beiden Jahren wurde sie Panamerikanische Meisterin im Cross Country (olympisch) (XCO). Ab 2002 nahm sie auch an Weltcup-Rennen in Europa teil, im Jahr 2003 erzielte sie in Kaprun ihre erste Podiumsplatzierung.
Ihren internationalen Durchbruch hatte Prémont in der Saison 2004. Sie gewann die Silbermedaille bei den Olympischen Sommerspielen 2004 und belegte dreimal den zweiten Platz in einem Weltcup-Rennen und auch den zweiten Platz in der Weltcup-Gesamtwertung im Cross-Country und musste nur hinter der zu dieser Zeit dominierenden Gunn-Rita Dahle Flesjå zurückstehen. Im Folgejahr gewann sie ihre ersten beiden Weltcup-Rennen und war damit die einzige Fahrerin, die Flesjå in einem Wettkampf besiegen konnte.
Im Jahr 2016 gewann sie mit Silber die einzige Medaille bei den UCI-Mountainbike-Weltmeisterschaften sowie die Goldmedaille bei den Commonwealth Games. Ihre stärkste Weltcup-Saison hatte Prémont im Jahr 2008, als sie bei allen Rennen auf dem Podium stand, davon drei Rennen gewann und am Ende der Saison die Gesamtwertung für sich entscheiden konnte. Bei den Weltmeisterschaften belegte sie den vierten Platz, das Rennen bei den Olympischen Sommerspielen musste sie vorzeitig aufgeben.
Nachdem Prémont im Jahr 2012 die Qualifikation für die Olympischen Sommerspiele verpasste, unterbrach sie ihre Karriere und bekam im Jahr 2013 ein Kind. Im Jahr 2014 kehrte sie zum Radsport zurück, nahm aber nur an einem Weltcup-Rennen und einem Rennen des Canada Cup teil.  Erst im Oktober 2016 erklärte sie offiziell ihren Rücktritt vom Profisport.

## Ehrungen
Im August 2016 wurde sie in die Hall of Fame des kanadischen Radsportverbandes Canada Cycling aufgenommen.
In ihrer Heimatregion wurde ein Radfernweg zu ihren Ehren in Véloroute Marie-Hélène-Prémont benannt.

## Erfolge
| 2000 - Panamerika-Meisterin – XCO 2001 - Panamerika-Meisterin – XCO 2003 - Kanadische Meisterin – XCO 2004 - Olympische Spiele - Kanadische Meisterin – XCO 2005 - Kanadische Meisterin – XCO - zwei Weltcup-Siege – XCO | 2006 - Weltmeisterschaften – XCO - Commonwealth Games – XCO - Kanadische Meisterin – XCO - zwei Weltcup-Siege – XCO 2007 - Kanadische Meisterin – XCO 2008 - Kanadische Meisterin – XCO - drei Weltcup-Siege – XCO - Gesamtwertung UCI-MTB-Weltcup – Cross-Country 2012 - Kanadische Meisterin – XCM |